# Accidente ferroviario de Saltillo de 1972
El accidente ferroviario de Saltillo o más conocido como el Trenazo de Puente Moreno se produjo el 4 de octubre de 1972 cuando el tren de pasajeros de Ferrocarriles Nacionales de México o el Tren Peregrino, que viajaba de Real de Catorce a Saltillo se descarriló en la pendiente del tramo Carneros en Puente Moreno, a siete kilómetros de la ciudad de Saltillo. De las 1,564 personas que viajaban a bordo, 234 murieron. No hay datos de cuántos heridos hubo y las cifras oficiales de los muertos no coinciden debido a la magnitud del accidente, se estima que las muertes ascienden a miles y no a cientos como la PGR de aquel entonces dio a conocer.
El tren viajaba a 120 km/h cuando entró a la pendiente del accidente, traspasando la velocidad permitida de 60 km/h. Hasta ahora se mantiene la versión de que el accidente se produjo por una falla técnica, debido a lo viejo de los vagones, en la cual no funcionaron los frenos, provocando el descarrilamiento a una velocidad máxima. La otra versión dada por las autoridades de aquel año fue por negligencia por parte de la tripulación, que según la versión, iban alcoholizados.
En ese entonces, el director de Ferrocarriles Nacionales era Víctor Manuel Villaseñor, quien llegó a Saltillo para ordenar la investigación e incluso “fabricar” culpables, que en ese entonces fueron los integrantes de la tripulación: maquinista, Melchor Sánchez Echeverría; conductor, Jesús Rocha Sánchez; fogoneros Ignacio González García Carrizales; garroteros Juan Picón Alvarado y Vicente Martínez Torres (este último falleció en el accidente), pero años más tarde fueron absueltos. Es y sigue siendo uno de los accidentes ferroviarios más graves en la historia de México y el segundo más grande a nivel mundial.

## Antecedentes

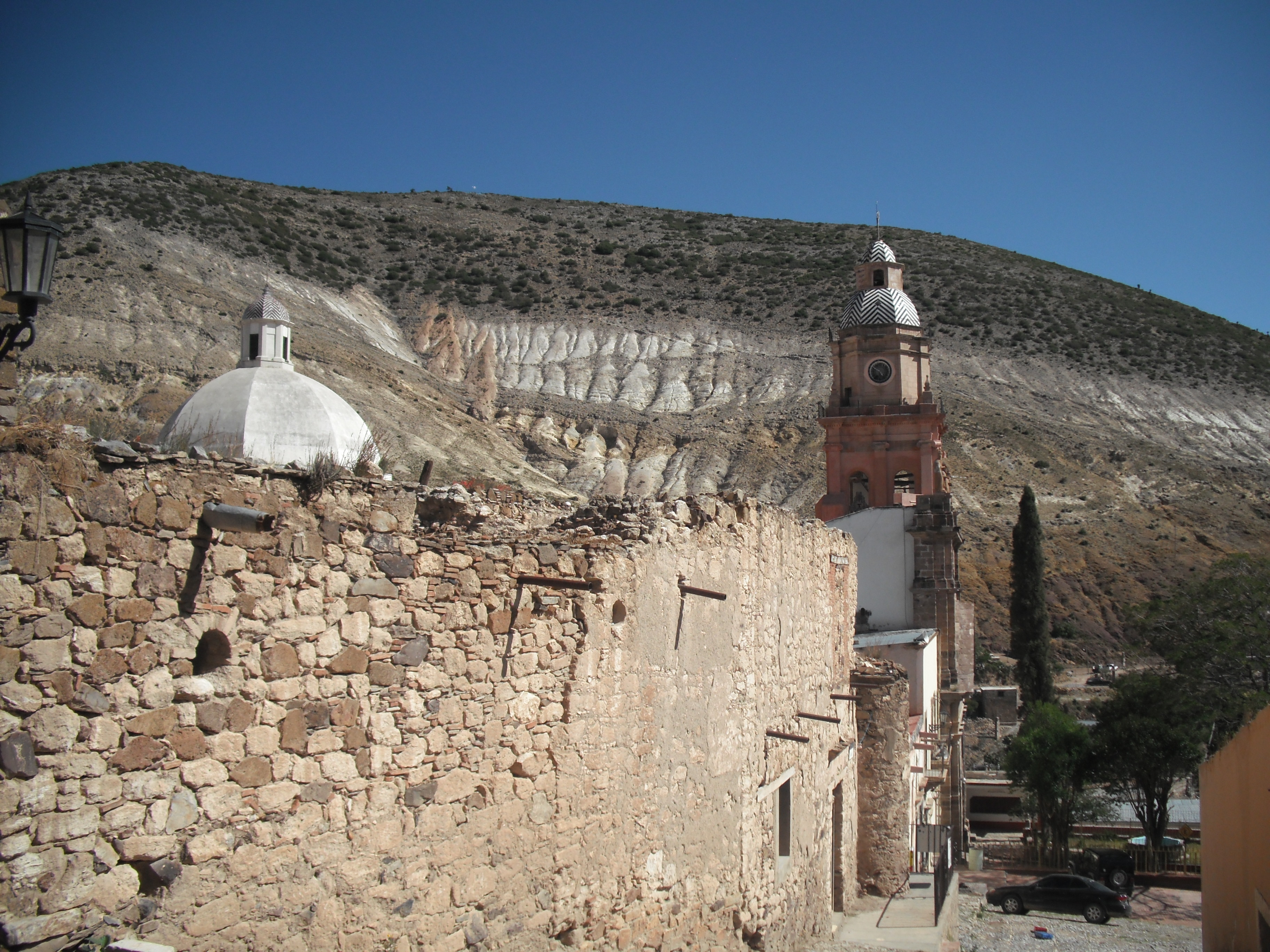
Templo de la Purísima Concepción, donde se venera la imagen de San Francisco de Asís en Real de Catorce.

México tenía una de las redes ferroviaria de pasajeros más grandes en el continente, sólo superada por la red ferroviaria de Estados Unidos. Esta red de ferrocarriles era mantenida por Ferrocarriles Nacionales de México creada por Porfirio Díaz en 1908.
Eran las fiestas patronales de San Francisco de Asís en la comunidad de Real de Catorce en el estado de San Luis Potosí. Cada año en esta comunidad se celebra el día del santo patrón de esta región en la sierra del estado; mayoritariamente los peregrinos acuden de distintas partes del estado ya mencionado, pero también de los estados de Coahuila, Nuevo León y Tamaulipas, siendo mencionado el primero de estos tres con el que más peregrinos acuden a la celebración que inicia el 4 de octubre.
Como era de esperarse en aquel año gran cantidad de feligreses o peregrinos acudieron a la festividad, familias enteras estuvieron al inicio de la celebración, esta es la razón por la cual el tren peregrino, como se le llamó, iba al máximo de su capacidad. El tren había llegado al medio día a la Estación Catorce, donde en el transcurso del día se estuvo vendiendo boletos.

## Accidente
El 4 de octubre de 1972 el tren iba rumbo a Saltillo saliendo de la Estación Catorce con 1,564 pasajeros (según cifras oficiales) por la noche; durante el trayecto el maquinista Melchor Sánchez Echeverría notificó algunas fallas en la locomotora a la estación "La Encantada". El tren estaba por cruzar una curva antes de llegar a la pendiente donde tenía que pasar a una velocidad moderada, pero los frenos fallaron, al pasar la curva y llegar a la pendiente a las 23:25 de la noche el tren se descarriló a la altura del poblado Puente Moreno en la pendiente del tramo Carnero, a una velocidad de 120 km/h.
El maquinista y el conductor no fueron capaces de controlar el gran tren, entonces, al llegar a Puente Moreno, las pesadas unidades cayeron unas sobre otras provocando el fallecimiento de más de 1,000 personas. Los dos primeros vagones quedaron aplastados por la locomotora 8405 que jalaba junto con la locomotora 8408 los 22 vagones.  Esta impactó de lado y atravesó a los vagones que iban detrás. La locomotora 8408, según lo narrado por los sobrevivientes, cayó de la pendiente después de salirse de las vías al intentar cruzar la curva. Posteriormente los demás vagones rodaron y se impactaron entre ellos. Tanto los vagones de en medio como los últimos sólo se salieron de los rieles La mayoría de los pasajeros de estos vagones sobrevivió.
Mientras el descarrilamiento seguía, una explosión se hizo inminente en los vagones, que se impactaron entre ellos mientras se amontonaban uno encima de otro y provocando una gran masa de fierros retorcidos donde se empezaron a quemar, haciendo imposible la ayuda para las personas que se quedaron atrapadas. Después del descarrilamiento la visibilidad era nula por el levantamiento de polvo que se originó tras el impacto de los vagones y las locomotoras. A este punto, la gran temperatura causada por el incendio no hacía posible siquiera acercarse al área.
En ese entonces Saltillo contaba con 190,994 habitantes y sus hospitales no se dieron abasto para la magnitud de la tragedia. Sólo existían las clínicas, Saltillo (en Aldama y Xicoténcatl), del ISSSTE y la Uno del Instituto Mexicano del Seguro Social, así como el Hospital Universitario y el Hospital Ferrocarrilero (donde ahora está la clínica 70 del IMSS). Fue necesario trasladar pacientes a Monterrey y Torreón. La gravedad del accidente sobrepasó a los paramédicos, quienes iban y venían a toda prisa; las ambulancias no se dieron abasto y los heridos tuvieron que ser llevados en camionetas o en lo que se pudiera, y estaban siendo atendidos hasta en los pisos de los hospitales. El relato de una enfermera que prestó servicio por 12 horas menciona que se llegó a un punto de cerrar heridas en el momento, sin anestesia, pues se tenía que curar y suturar en el momento para poder seguir con el siguiente paciente.
El anfiteatro se llenó de cadáveres aún sin reconocer, cadáveres calcinados y partes humanas. Los familiares de los accidentados abarrotaban las afueras de los hospitales para tener noticias de sus seres queridos; la incertidumbre duro tres días. De esta tragedia solamente se contabilizaron los cuerpos que fueron reconocidos, pero no los que se enterraron en una fosa común ni los desaparecidos. Esto quiere decir que a la fecha no hay registro de la cantidad exacta de muertos y desaparecidos.

## Causas

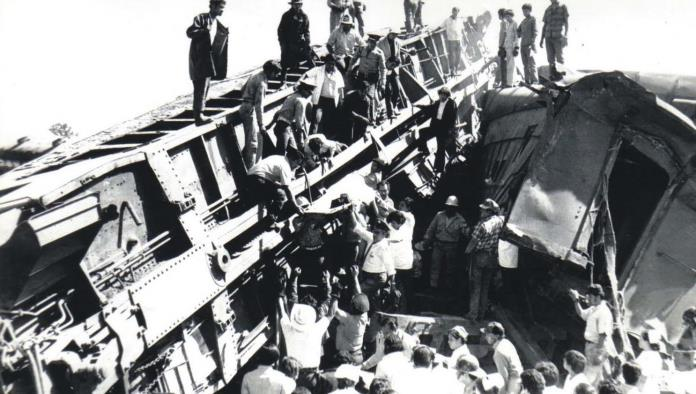
Voluntarios ayudando a las víctimas, 5 de octubre de 1972.

Este incidente tuvo en su tiempo dos causas, una dictada por la Procuraduría General de la República y otra dada con el tiempo y apoyada por los sobrevivientes de la tragedia. Esta última se cree que fue la verdadera causa del descarrilamiento del tren peregrino: la magnitud del accidente, los reportes dados de las fallas del tren y, sobre todo, la excesiva cantidad de pasajeros que transportaba.
Debido a la época, ya que este accidente ocurrió en los 70s no hay información suficiente para dar a conocer la verdadera cantidad de víctimas fatales, ni de desaparecidos, y tampoco fue posible identificar a quienes fallecieron en los vagones que se incendiaron y cuyos cuerpos se calcinaron. Se estimó que murieron 234 personas, pero no hay medios suficientes ni archivos existentes que puedan constatar la exactitud de esos datos.

### Primera Causa
Con base en los datos técnicos respectivos, los vagones tenían un peso de 35 mil kilogramos cada uno, aparte de las dos máquinas que pesaban alrededor de 500 toneladas cada una. Estamos hablando de más de 1,000 toneladas que esa noche del 4 de octubre de 1972 venían circulando por las vías cubriendo la ruta Real de Catorce-Saltillo. El tren con sus 22 vagones llenos a reventar con más de mil toneladas de peso, empezaron a rodar de bajada, las llamadas catarinas de freno manual no funcionaron y tampoco el freno por aire, por lo que los vagones empezaron a rodar por la pendiente, tomando una velocidad aproximada de 80km/h.
Las fallas del sistema de frenado, más la acumulación de los siguientes datos, sumadas a la  la velocidad, la curva, la pendiente, más el peso excesivo de los vagones y las toneladas de las locomotoras, hicieron que el tren descarrilara. El peso de sus máquinas hizo que dos de los vagones llenos de peregrinos quedaran enterrados, mientras que otros vagones se quemaron fundiéndose en el acto después del terrible impacto entre ellos.
En las últimas horas antes de salir de la estación de Real de Catorce, hubo una sobreventa de boletos, lo que provocó que muchas personas compraran sus boletos de salida a último momento; era tanta gente que Ferrocarriles Nacionales dispuso de vagones extras para cubrir la demanda. Estos vagones extra no estaban en condiciones para circular, pues estaban viejos y en desuso,  listos para llevarlos a la Ciudad de México para ser fundidos en Altos Hornos de México. A esto hay que añadir que iban sobrecargados, pues aunque cada vagón tenía la capacidad de llevar a 88 pasajeros, llevaban un promedio de 120 pasajeros cada uno. 

### Segunda Causa
Los datos preliminares entre los días 6 y 7 de octubre determinaron que las causas del accidente fueron negligencia y error humano. La investigación arrojó que la tripulación del ferrocarril estaba alcoholizada y que por ende no pudieron controlar la máquina una vez que esta entró en la curva y se descarriló en la pendiente. En aquel entonces el director de Ferrocarriles Nacionales Víctor Manuel Villaseñor, viajó a Saltillo para comenzar la mencionada investigación.
Posteriormente se agregó al veredicto final que la tripulación además de estar alcoholizada llevaba mujeres a bordo con el fin de divertirse. Estos datos fueron dados a conocer el viernes del 6 de octubre y llevaron a los imputados a ingresar a la Penitenciaría Estatal, que se encontraba en el actual edificio de la Secretaría de Finanzas de Saltillo.
Pero el resultado del primer análisis de sangre reveló que no habían consumido alcohol y posteriormente que tampoco llevaban mujeres a bordo como se había dicho en el reporte final. Los directivos de Ferrocarriles Nacionales se las ingeniaron para “fabricar” los delitos de: imprudencia grave con resultado en ataque a las vías generales de comunicación, homicidio, lesiones y daños en propiedad ajena, y a los imputados se les dictó una condena de ocho a dieciocho años de prisión. Años más tarde fueron absueltos.

## Hechos
Después de haber dado el veredicto final de las causas del accidente, el periódico El Sol del Norte publicó el sábado 7 de octubre una declaración de Villaseñor, donde daba a conocer los resultados de los análisis de sangre, en los que constaba que la tripulación no estaba bajo los efectos del alcohol el día del accidente. Esto provocó reacciones no solamente en la población de Saltillo, sino también en el ámbito médico.

### Escándalo

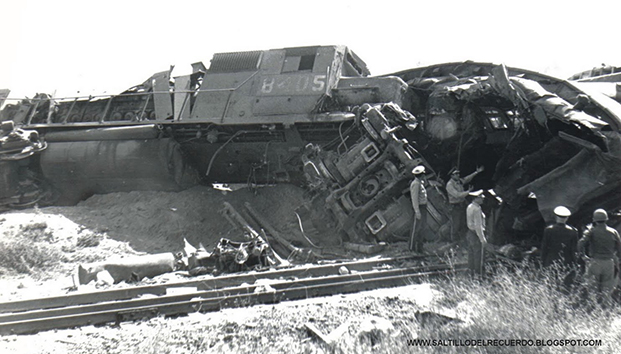
La locomotora 8405 aplastando dos de los vagones primeros.

La población no aceptaba las declaraciones de Villaseñor días después que se había argumentado los "verdaderos hechos" que llevó al descarrilamiento del tren. La gente se había quedado con el veredicto de que la tripulación iba alcoholizada y no aceptaban el análisis de sangre. Una gran multitud se manifestó a las afueras de la Penitenciaría Estatal de Saltillo para linchar a los culpables del accidente, pero los sobrevivientes y los testigos del descarrilamiento afirmaron y apoyaron la veracidad de los análisis. Los sobrevivientes declaran hasta el día de hoy que la tripulación no iba alcoholizada y que tampoco llevaban mujeres a bordo; los testigos también afirman que uno de los maquinistas logró que el vagón ocho no cayera a la pendiente después que la máquina 8408 se fuera abajo.  
En la maniobra se intentó obligar al entonces director del Hospital Ferrocarrilero, Luis Morales Benavides, a firmar un dictamen médico en donde constataba que los integrantes de la tripulación iban ebrios. Ante la negativa, fue cesado de su cargo. Se impuso la ética del médico saltillense y la historia le reconoce su apego a la ética profesional. Un peritaje de personal de Comunicaciones y Transportes advirtió sobre las condiciones de las zapatas, lo que indicaba que no funcionó el sistema de frenado.

### Daños
Villaseñor dio a conocer que los daños del accidente se estimaban en siete millones de pesos. Esa cifra sólo incluyó el quebranto a Ferrocarriles Nacionales. No se tomaron en cuenta los gastos de hospitalización, medicinas y honorarios médicos, indemnizaciones por las personas que fallecieron (a quienes se les pagó), funerales y la pérdida de bienes y ropa de los peregrinos.
Además, el director de Ferrocarriles Nacionales exageró en sus estimaciones, pues dijo que de los siete millones de pesos, seis correspondían a las dos locomotoras y la pérdida total de 11 vagones (a 100 mil pesos cada uno) recién adquiridos.
Este último dato contrasta con la versión de Enrique Navarro, extrabajador de Ferrocarriles, fue que los 22 carros de ese tren, eran “piezas de museo”.
Dato:
El director de Ferrocarriles Nacionales, Víctor Manuel Villaseñor, declaró que los daños eran de 7 millones de pesos.
Como referencia, se puede citar que en el trienio del alcalde de Saltillo, Arturo Berrueto González (1970-1972) se construyó el rastro de Saltillo, con una inversión de 5 millones de pesos.

## Reacciones
El accidente captó las reacciones internacionales y por unos días puso en el mapa mundial a Saltillo. La tragedia llegó hasta oídos del Papa Pablo VI, quien por medio de un telegrama pidió intercesión de sacerdotes para orar; el presidente en turno Luis Echeverría Álvarez también envió sus condolencias, según publicaron algunos medios.
Sobre el mito de las personas fallecidas, la cifra oficial se quedó corta, ya que sólo fue de los cadáveres identificados y hubo muchas víctimas calcinadas, muchas que quedaron enterradas junto con los vetustos vagones del ferrocarril, y una cantidad indeterminada tuvo como fin una improvisada fosa común en el Panteón Santiago, debido a que nadie los reclamó o no fueron identificados. La cifra de peregrinos fue mayor porque no se consideró a quienes no pagaron boleto, como los menores que abordaron y los niños en brazos de sus padres. 
Se cree que fueron enterrados a un lado de las vías del accidente dos vagones con personas aún dentro de ellos. La magnitud del accidente era tan grande que las tareas de identificación de cuerpos, remover escombros y la cantidad de partes humanas alrededor del sinestro se estaba haciendo muy lenta. Los cuerpos y partes humanas estaban en proceso de descomposición, lo que obligó a sepultar estos dos vagones con cuerpos sin vida en ese momento.   
Este es el testimonio de una de los sobrevivientes de esta tragedia, María de la Cruz Vázquez.

“Gracias a Dios estoy con vida, apenas tenía como diez años cuando fue el trenazo, ahí fallecieron 14 familiares, yo estuve tres días atorada entre los fierros, la gangrena obligó a que me cortaran una pierna, tenía apenas diez años, en el accidente murieron mis hermanos, esa noche ya no supe nada, si era de día o no”.
María de la Cruz Vázquez para El diario de Coahuila.

Otro testimonio relata como algunos vagones cayeron al arroyo que se encontraba en la pendiente con cientos de peregrinos a bordo, mismo lugar donde cayó antes la locomotora 5408.

### Historia
Hasta el día de hoy las generaciones actuales saben de la tragedia ocurrida, los supervivientes de este accidente ahora son abuelos o padres que pasan la historia para que no sea olvidada y siga en el memoria de las siguientes generaciones. Familias enteras se perdieron y nunca se llegaron a encontrar. Hoy en día antes de que se cumpla el aniversario o el mismo día, varias familias vuelven al lugar del siniestro para rezar y dejar flores y veladoras y limpiar las lápidas que yacen a un lado de las vías. en el lugar donde miles de personas perdieron la vida.
Se cuenta que el sitio se inundó de lágrimas y súplicas ante la noticia de que el tren se había descarrilado a 7 kilómetros de llegar a su destino. Las paredes de la estación escucharon más súplicas que cualquier templo aquel año. Más de 400 pérdidas humanas. La esperanza desapareció. La historia del trágico trenazo se cuenta todos los años en voz de los sobrevivientes y voluntarios. 
Si los fierros, las vías, las ruedas, y el resto de la infraestructura ferroviaria tuvieran memoria, habrían narrado el llanto y lamento que los paralizó. ellos fueron mudos testigos del momento histórico hoy documentado en noticieros y diarios, peregrinos saliendo entre los fierros retorcidos del tren en su regreso a Saltillo, después de celebrar las fiestas patronales de San Francisco de Asís, en Real de Catorce.

### Libro
El Gobierno Municipal de Saltillo, a través del Instituto Municipal de Cultura (IMC), presentó el libro “El Trenazo de Puente Moreno, 40 años después”. Con ello se logra sumar un total de 25 productos literarios editados por el Gobierno Municipal que presidió Jericó Abramo Masso, superando en más de un 150 por ciento lo realizado durante los 10 años anteriores a la administración. Iván Márquez Morales, Director del Instituto, señaló que este libro consta de 52 páginas con fotografías en blanco y negro y documentos que detallan el trágico accidente que marcó a la ciudad el 4 de octubre de 1972. El Director del Instituto Municipal de Cultura de Saltillo dijo que la obra representa además un homenaje a las personas que fallecieron en el lugar y a los sobrevivientes. En este libro, el periodista Jorge Sosa narra la tragedia analizando temas como  quiénes conformaban la tripulación, el número de vagones del tren, la hora y sitio en que ocurrió el descarrilamiento, y las teorías del porqué del accidente.
Fue el propio Francisco de la Peña de León quien presentara el libro. Márquez Morales dijo que para el Alcalde de Saltillo es de suma importancia impulsar la cultura en la ciudad para que ésta a su vez llegue a un mayor número de ciudadanos.
El 24 de julio de 2024 Ana Patricia García Ramírez presentó el libro "Voces del tren peregrino", novela basada en testimonios de sobrevivientes reales. Formó parte de la colección Letras del Desierto editada por el Instituto Municipal de Cultura de Saltillo durante la Administración de José María Fraustro Siller. 

### Leyendas
Para los amantes de lo paranormal, a partir del 2004 algunos investigadores o aficionados han ido al lugar donde ocurrió el accidente, antes del 4 de octubre y durante ese día, se han grabado psicofonías alrededor del área, voces, lamentos y apariciones se han registrado a lo largo de estos años; la actividad se intensifica a partir de la hora del descarrilamiento.
Al llegar la noche se escuchan lamentos y se ven fantasmas; hay quienes relatan que en el lugar de la tragedia llegó San Francisco de Asís, ya que vieron a una persona con la misma vestimenta y características físicas a las del santo. El sitio ha sido punto de investigaciones paranormales, ya que hay quienes aseguran que las almas de los fallecidos en ese accidente se encuentran en pena.

### Artículos
- Adolfo Huerta Alemán (15 de octubre de 2012). «5 de octubre de 1972».

### Imágenes y vídeos
- Podcast narrativo de la tragedia de Puente Moreno
- Testigos y sobrevivientes de la tragedia de Puente Moreno
- Reportaje de lo paranormal, Puente Moreno 1972
- Fotografías del Trenazo de Puente Moreno en Saltillo
- La Leyenda del Niño del Trenazo

- Datos: Q6151511